# Méson D
Os mésons D são as partículas mais leves que contêm quarks charms. Eles podem ainda ser estudados para se ganhar conhecimento sobre a interação fraca. Os strange D mesons (Ds) foram chamados de "F mesons" antes de 1986.

## Visão geral
Os mésons D foram descobertos pelo detector Mark I no Stanford Linear Accelerator Center.
Desde que os mésons D são os mais leves mésons contendo um único quark charme (ou antiquark), eles devem mudar o (anti)quark charme em um (anti)quark de outro tipo para decair. Tais transições violam o encanto interno do méson B e podem ocorrer apenas via interação fraca. Nos mésons D, o quark charme preferencialmente muda para um quark estranho via uma bolsa de bóson W, por isso o méson D preferencialmente decai para um káon e um píon.
Em novembro de 2011, pesquisadores no experimento LHCb na CERN reportaram que eles observaram uma direta violação CP no decaimento do neutro méson D, possivelmente além do modelo padrão.

## Quantidades iguais de matéria
De acordo com o modelo padrão, a teoria que descreve as partículas fundamentais que compõem o universo, matéria e antimatéria foram criadas em quantidades iguais pelo Big Bang. No entanto, o universo em que vivemos é quase inteiramente feito de matéria. E porque matéria e antimatéria se aniquilam no contato, o universo deveria ter se aniquilado no exato momento, ou logo depois, começou. Pesquisadores perguntam qual foi a causa do desequilíbrio?
O charme meson (D0) é uma partícula que contém uma matéria e uma versão de antimatéria do quark que se transforma entre os dois estados. Quando o charme Meson e sua contraparte antipartícula (anti-d0) existem na superposição, as ondas de d0 e a sobreposição anti-d0 de várias maneiras de formar duas outras partículas de matéria, denominadas D1 e D2, que também estão em um estado de superposição. Mesmo que D1 e D2 sejam compostos dos mesmos ingredientes de partículas (D0) e antipartículas (anti-D0) como outro, eles têm misturas ligeiramente diferentes de cada um, dando-lhes diferentes massas e vidas. O contrário também é verdade; D1 e D2 também podem se sobrepor para produzir D0 ou anti-D0, dependendo de como eles são adicionados um sobre o outro.
Como a massa dessas ondas de partículas decide seu comprimento de onda e, portanto, como elas interferem umas nas outras, a diferença de massa entre o D1 mais pesado e o D2 mais leve que decide a rapidez com que o charme mesão alterna entre sua forma matéria (D0) e antimatéria ( D-0).  E essa diferença de massa é absolutamente minúscula: apenas 3,5x10 ^ menos  0,00000000000000000000000000000000000000001 quilogramas.
Os pesquisadores do LHC usaram essa diferença para calcular a diferença de massa entre os dois estados possíveis. As partículas que podem dar o salto entre a matéria e a antimatéria são importantes porque estão no cerne para responder a um dos maiores mistérios da ciência: por que o universo existe.

## Lista de mésons D
| Nome da partícula | Símbolo da partícula | Símbolo da antipartícula | Quarks constituintes | Massa em repouso (MeV/c2) | IG  | JPC | S  | C  | B' | vida média (s)        | geralmente decai para (>5% de decaimento) |
| ----------------- | -------------------- | ------------------------ | -------------------- | ------------------------- | --- | --- | -- | -- | -- | --------------------- | ----------------------------------------- |
| Méson D           | D+                   | D-                       | C-D                  | 1869,62 ± 0,20            | 1⁄2 | 0−  | 0  | +1 | 0  | 1,040 ± 0,007 × 10−12 |                                           |
| Méson D           | D0                   | D-0                      | CU                   | 1864,84 ± 0,17            | 1⁄2 | 0−  | 0  | +1 | 0  | 4,101 ± 0,015 × 10−13 |                                           |
| Méson estranho D  | D+s                  | D-s                      | C-S                  | 1968,47 ± 0,33            | 0   | 0−  | +1 | +1 | 0  | 5,00 ± 0,07 x 10 -13  |                                           |
| Méson D           | D*+                  | D*-                      | C-D                  | 201.027,62 ± 0,17         | 1⁄2 | 1−  | 0  | +1 | 0  | 6,9 ± 1,9 × 10−21[a]  | D0 + π+ ou D+ + π0                        |
| Méson D           | D*0                  | D-*0                     | C-U                  | 2006,97 ± 0,19            | 1⁄2 | 1−  | 0  | +1 | 0  | >3,1 × 10−22[a]       | D0 + π+ ou D0 + γ                         |

[a] ↑  PDG relata a largura de ressonância (Γ). Aqui a conversão τ = ℏ/Γ é dada em vez disso.